# Sjukhusclown

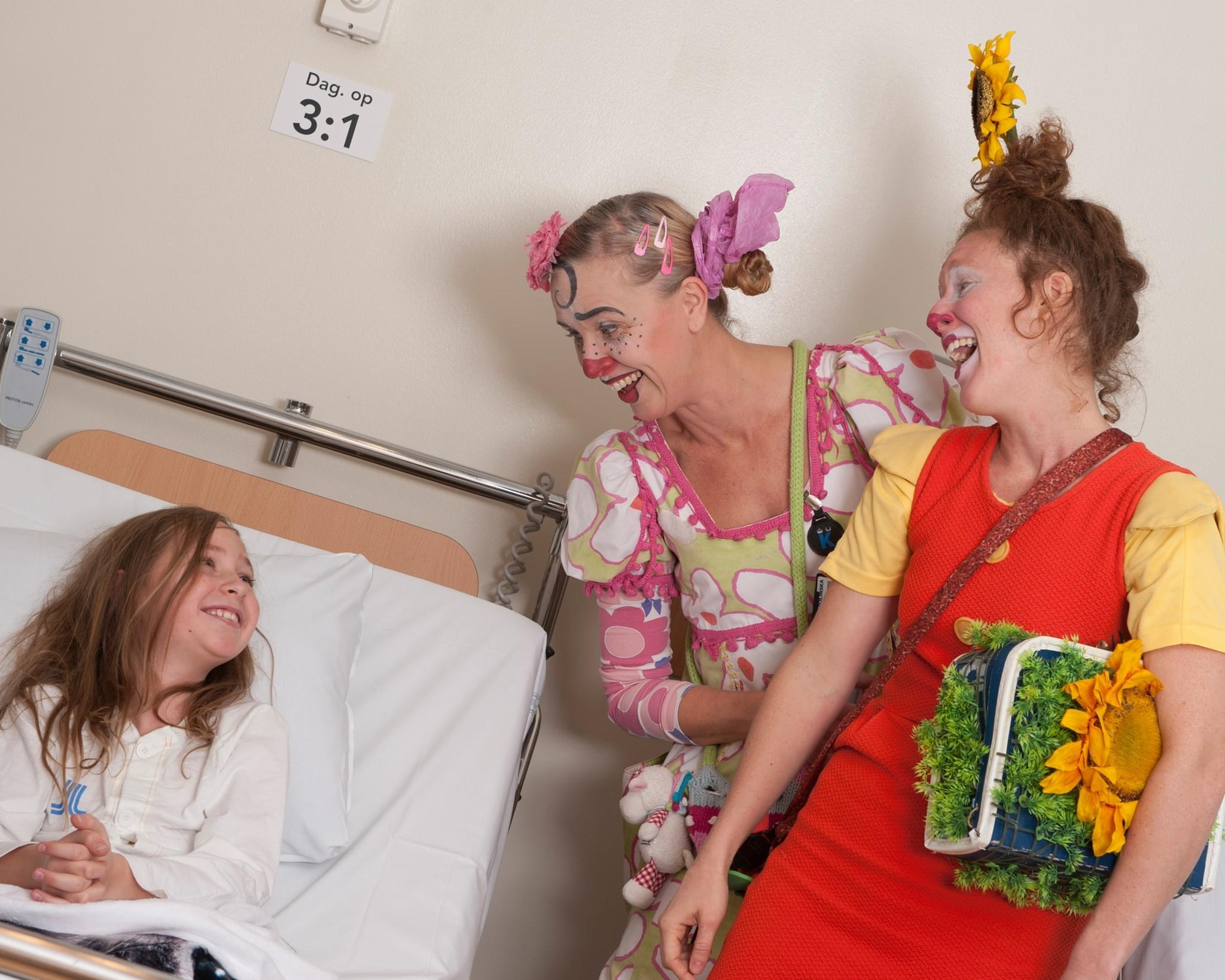
Sjukhusclowner i Sverige.

Sjukhusclowner är specialiserade artister som arbetar på sjukhus och i andra vårdmiljöer där patienter och deras familjer får clownbesök. Sjukhusclownerna har visat sig hjälpa till att lyfta patienternas humör med humor och hoppets positiva kraft, något som även inverkar positivt på personal och anhöriga.

## Bakgrund
Patch Adams, som betraktas som den första sjukhusclownen, började på 1970-talet. Han porträtterades i filmen Patch Adams 1998 av Robin Williams, vilket uppmärksammade betydelsen av humor och clowner på sjukhus.
Professionella "clowndoktorer" började arbeta på sjukhus år 1986 under ett program som kallades Big Apple Circus Clown Care Unit, en verksamhet som startades av Michael Christensen i New York. Sjukhusclownverksamhet finns nu i alla stater i Australien, Nya Zeeland, USA, Storbritannien, Kanada, Israel, Sydafrika, Hong Kong, Brasilien, Vitryssland, Taiwan, över hela Europa och i vissa delar av Indien. I Sverige bedriver bland annat den ideella föreningen Clownronden sjukhusclownverksamhet.
Sjukhusclowner tar särskild hänsyn till de psykosociala behoven hos de inlagda barnen men på vissa sjukhus besöker de också vuxna. De kan bland annat parodiera sjukhusrutinen för att hjälpa barn att anpassa sig till sin omgivning, de distraherar också från och avmystifierar smärtsamma eller skrämmande undersökningar. En rolig och atmosfär full av skratt kan hjälpa barn att glömma sjukdomen och stressen för ett ögonblick.
Sjukhusclownerna använder tekniker som magi, musik, berättande och andra clownförmågor för att stärka barnen och hjälpa dem att hantera de olika känslor de kan uppleva på sjukhuset: rädsla, ångest, ensamhet och leda.
Den helande kraften i humor och skratt bekämpar stress, minskar smärta genom att släppa endorfin (kroppens naturliga smärtstillande medel), stärker immunsystemet genom att öka nivån av T-celler och sänker serumkortisolnivåerna. Humor kan hjälpa till att främja en positiv syn som hjälper människor att klara av svåra situationer, samt hjälpa till att skapa relationer och stödjande band mellan människor, vilket också hjälper läkningsprocessen. Enligt Tan, Metsälä och Hannula, skapar "clownvård ett positivt känslomässigt tillstånd, främjar interaktion mellan föräldrar och barn och främjar positiva miljöförhållanden."
Forskning om hur skatt kan påverka den fysiologiska hälsan pågår i flera länder och har bedrivits i årtionden. Det finns också en växande grupp forskare som forskar kring de psykologiska fördelarna med skratt, och specifikt sjukhusclownernas arbete.